# Nõmme Kalju Football Club
Il Nõmme Kalju Football Club, comunemente noto come Nõmme Kalju oppure Kalju (in italiano Scoglio), è una società calcistica estone di Tallinn, con sede nel distretto periferico di Nõmme. Milita in Meistriliiga, la massima serie del campionato estone di calcio, del quale ha vinto due edizioni. Ha inoltre conquistato due Coppe d'Estonia (2015 e 2025) e una Supercoppa d'Estonia (2019).

## Storia

### Gli inizi: prima fondazione e rifondazione
Il Nõmme Kalju fu fondato nel 1923 come divisione calcistica della società polisportiva Nõmme Spordiklubi Kalju e mantenne la propria attività fino agli inizi degli anni quaranta.
Nel 1997 il club venne rifondato come Nõmme Jalgpalliklubi Kalju dall'ex-calciatore e allenatore Uno Piir insieme ad altre personalità locali, e partecipò per la prima volta al campionato estone nella stagione 1997-98 partendo dalla III Liiga; rimase nella stessa categoria per otto stagioni finché non ottenne la promozione in II Liiga. Nel 2005 vinse il girone Nord/Est di II Liiga e fu così promosso in Esiliiga.

### In Meistriliiga
Nel 2007, alla sua seconda stagione in Esiliiga, si classificò al sesto posto, tuttavia essendo seconda tra le squadre indipendenti ha potuto giocare i play-off promozione contro il Kuressaare, vincendoli e accedendo alla Meistriliiga per la prima volta. Concluse la stagione d'esordio in massima serie al quarto posto.
Negli anni successivi iniziò a lottare per il titolo: nel 2011 arrivò secondo, a -7 punti dal Flora Tallinn vincitore; poi nella stagione 2012 vinse il suo primo titolo nazionale.
In UEFA Champions League 2013-2014, nella sua prima partecipazione al torneo, il Kalju affrontò nel secondo turno preliminare l'HJK Helsinki. All'andata in Finlandia gli estoni pareggiarono 0-0, ma al ritorno in Estonia riuscirono a vincere 2-1 passando il turno (gol del gambiano Ceesay e dell'italiano Quintieri); vennero poi eliminati nel turno successivo dal Viktoria Plzen. Sempre nel 2014 il club ha cambiato denominazione in Nõmme Kalju Football Club.
Ha vinto la sua prima coppa nazionale nell'edizione 2014-2015, battendo in finale il Paide Linnameeskond.
Nel 2016 giunge a fine campionato ancora in corsa per il titolo, a due punti dall'Infonet capolista e alla pari col Levadia Tallinn. L'ultima giornata vede proprio Infonet e Kalju sfidarsi in uno scontro diretto, mentre il Levadia affronta il Flora Tallinn. Il Kalju si porta in vantaggio già nei primi minuti e il primo tempo si conclude 1-0, risultato che lo porterebbe alla vittoria del campionato, anche considerato la momentanea sconfitta del Levadia. Ma nel secondo tempo l'Infonet ribalta il risultato (1-2) vincendo partita e titolo, mentre il Kalju, sorpassato anche dal Levadia vincente in rimonta sul Flora, termina la stagione al terzo posto.
Si classifica terzo anche nella stagione successiva, ma senza poter ambire al campionato: termina infatti a -12 punti dal Flora Tallinn vincitore e a -6 punti dal Levadia Tallinn secondo.
Nel 2018 vince il suo secondo campionato, da imbattuto: conclude con 86 punti, frutto di 25 vittorie e 11 pareggi, soltanto due punti in più del Levadia Tallinn arrivato secondo e tre punti in più del Flora Tallinn, classificatosi terzo. La conquista della Meistriliiga è arrivata all'ultima giornata, grazie alla vittoria contro il Trans Narva (4-1) e alla contemporanea sconfitta del Flora nel derby contro il Levadia (2-1).
Nel 2019 vince per la prima volta la Supercoppa d'Estonia, battendo il Levadia Tallinn 3-2. In Coppa d'Estonia arriva in finale, dopo aver superato i tre turni precedenti sempre ai tempi supplementari (contro Kalev Tallinn agli ottavi, Tammeka Tartu ai quarti e Levadia Tallinn in semifinale), ma nell'ultima partita del torneo perde contro il Trans Narva, per 2-1 dopo i supplementari. In campionato si classifica terzo dietro a Flora e Levadia, senza mai essere stato in corsa per il primo posto.
Nella Meistriliiga 2020, sospesa e ripartita a maggio a causa della pandemia di COVID-19, lotta a lungo per il secondo posto contro Paide e Levadia, alle spalle del Flora avviato verso il titolo. Nel finale di stagione perde contatto da entrambe le avversarie e conclude al quarto posto. Nel campionato successivo ottiene lo stesso piazzamento, senza però avere mai insidiato le posizioni più alte in tutta la stagione.
Nel 2022 trascorre gran parte della stagione a lottare per il terzo posto contro il Paide, già incontrato in finale di Coppa d'Estonia, persa 0-1 ai tempi supplementari; l'arrivo è a pari punti, ma il Kalju si classifica ancora quarto per gli scontri diretti a sfavore. Nel 2023 è di nuovo in corsa per la terza posizione, contesa oltre che dal Paide anche da Kalev Tallinn e Vaprus Pärnu. Nelle ultime giornate pareggia sia col Paide che col Kalev, perdendo la possibilità di agganciare entrambi e chiudendo così il campionato solo al quinto posto.
In Meistriliiga 2024 già dalle prime giornate perde contatto dal Levadia capolista e si ritrova in lotta contro Paide e Flora per il secondo posto. A fine stagione termina davanti a entrambe, classificandosi in seconda posizione a pari punti col Paide (72) ma avvantaggiato dai risultati negli scontri diretti.
A inizio 2025 perde la Supercoppa a favore del Levadia Tallinn per 3-2, contro lo stesso vince invece la Coppa nazionale ai rigori, dopo il 3-3 ai supplementari, e conquista così la sua seconda Eesti Karikas.

## Stadio
Il Kalju gioca le partite casalinghe allo Hiiu Staadion di Tallinn, nel distretto di Nõmme (sub-distretto di Hiiu).Lo stadio, inaugurato nel 1923 e ristrutturato nel 2002 e nel 2006, può contenere fino a 3000 spettatori, sebbene ufficialmente la capienza massima sia di 650. 
Dal 2021 al 2023, dati i lavori di ammodernamento dell'impianto, il Kalju si era provvisoriamente trasferito allo Sportland Arena, stadio minore appartenente allo stesso complesso sportivo dell'A. Le Coq Arena.

## Allenatori
- 1997-2004  Uno Piir
- 2007-2010  Getúlio Fredo
- 2010  Karel Voolaid
- 2010-2014  Igor Prins
- 2015  Sergei Terehhov
- 2015  Getúlio Fredo
- 2016-2019  Sergei Frantsev
- 2019  Roman Kozhukhovskyi
- 2020  Marko Kristal
- 2021  Sergei Frantsev
- 2022  Eddie Cardoso
- 2022-23  Kaido Koppel
- 2023-  Nikita Andreev

## Palmarès

### Competizioni nazionali
- Campionato estone: 2

2012, 2018
- Coppa di Estonia: 2

2014-2015, 2024-2025
- Supercoppa di Estonia: 1

2019
- II Liiga: 1

2005 (girone Nord/Est)

### Altri piazzamenti
- Campionato estone:

Secondo posto: 2011, 2013, 2024
Terzo posto: 2015, 2016, 2017, 2019
- Coppa di Estonia:

Finalista: 2008-2009, 2012-2013, 2018-2019, 2021-2022
Semifinalista: 2023-2024
- Supercoppa di Estonia:

Finalista: 2013, 2016, 2025

## Statistiche

### Partecipazione ai campionati
| Livello | Categoria    | Partecipazioni | Debutto | Ultima stagione | Totale |
| ------- | ------------ | -------------- | ------- | --------------- | ------ |
| 1º      | Meistriliiga | 18             | 2008    | 2025            | 18     |
| 2º      | Esiliiga     | 2              | 2006    | 2007            | 2      |
| 3º      | II Liiga     | 1              | 2005    | 2005            | 1      |
| 4º      | III Liiga    | 8              | 1997-98 | 2004            | 8      |

### Coppe europee
Il Nõmme Kalju conta 13 partecipazioni alle coppe europee:
- 2 in Champions League (esordio nella stagione 2013-2014, ultima partecipazione nella stagione 2019-2020).
  - Miglior risultato: 3º turno di qualificazione (2013-2014).
- 11 in Europa League (esordio nella stagione 2009-2010, ultima partecipazione nella stagione 2020-2021).
  - Miglior risultato: turno di spareggi (2013-2014).

| Competizione               | GP | V | P | S  | GF | GS |
| -------------------------- | -- | - | - | -- | -- | -- |
| Champions League           | 8  | 2 | 1 | 5  | 6  | 20 |
| Coppa UEFA / Europa League | 31 | 7 | 8 | 16 | 24 | 48 |
| Totale                     | 39 | 9 | 9 | 21 | 30 | 68 |

### Statistiche individuali
Aggiornate a fine stagione 2024.
| Record di presenze - 231 Vitali Teleš (2012-19) - 229 Igor Subbotin (2016-23) - 220 Tarmo Neemelo (2011-17) - 213 Ken Kallaste (2010-15) - 202 Réginald Mbu Alidor (2014-19, 2024) - 176 Hidetoshi Wakui (2011-16) - 174 Andreas Aniko (1997-08) - 162 Eino Puri (2011-13; 2014-16) - 161 Alo Bärengrub (2011-15) - 160 Alex Tamm (2018; 2021-24) - 153 Aleksandr Volkov (2018-23) | Record di reti - 96 Tarmo Neemelo (2011-17) - 91 Andrus Mitt (2005-09) - 76 Lauri Kiviloo (1998-01; 2003-06) - 67 Hidetoshi Wakui (2011-16) - 66 Alex Tamm (2018; 2021-24) - 56 Liliu (2017-19) - 52 Jüri Jevdokimov (2010-14) - 48 Igor Subbotin (2016-23) - 47 Felipe Nunes (2008-10; 2014) - 44 Aleksandr Volkov (2018-23) - 41 Andreas Aniko (1997-08) |

## Organico

### Rosa 2025
Aggiornata al 15 giugno 2025.
| N. |                       | Ruolo | Calciatore          |
| -- | --------------------- | ----- | ------------------- |
| 1  | Estonia (bandiera)    | P     | Henri Perk          |
| 2  | Estonia (bandiera)    | D     | Johannes Lillemets  |
| 3  | Estonia (bandiera)    | D     | Sander Liit         |
| 4  | Estonia (bandiera)    | D     | Alex Boronilstsikov |
| 5  | Estonia (bandiera)    | D     | Uku Kõrre           |
| 6  | Estonia (bandiera)    | C     | Kristjan Kask       |
| 7  | Estonia (bandiera)    | A     | Danil Tarassenkov   |
| 8  | Ucraina (bandiera)    | C     | Oleksandr Musolitin |
| 10 | Estonia (bandiera)    | C     | Nikita Ivanov       |
| 11 | Estonia (bandiera)    | A     | Mihhail Orlov       |
| 20 | Senegal (bandiera)    | C     | Modou Tambedou      |
| 21 | Portogallo (bandiera) | A     | Tiago Baptista      |

| N. |                     | Ruolo | Calciatore          |
| -- | ------------------- | ----- | ------------------- |
| 22 | Estonia (bandiera)  | D     | Aleksandr Nikolajev |
| 26 | Estonia (bandiera)  | C     | Rommi Siht          |
| 27 | Estonia (bandiera)  | A     | Matthias Männilaan  |
| 29 | Lettonia (bandiera) | C     | Ivans Patrikejevs   |
| 30 | Ghana (bandiera)    | A     | Ibrahim Jabir       |
| 50 | Estonia (bandiera)  | D     | Maksim Podholjuzin  |
| 69 | Russia (bandiera)   | P     | Maksim Pavlov       |
| 74 | Russia (bandiera)   | D     | Fëdor Jekimov       |
| 78 | Ucraina (bandiera)  | D     | Danyl Maščenko      |
| 79 | Estonia (bandiera)  | A     | Pavel Marin         |
| 87 | Brasile (bandiera)  | C     | Guilherme Smith     |